# Peccato d'amore
Peccato d'amore (Lady Caroline Lamb) è un film del 1972, diretto da Robert Bolt. Costituisce l'esordio alla regia dello sceneggiatore di Lawrence d'Arabia

## Trama
Sir William Lamb, membro del parlamento inglese sposa, nonostante il divieto della madre, Caroline Ponsonby. La donna fa casualmente la conoscenza di lord George Byron, poeta pressoché in miseria, e ne diviene l'amante. Ottenuto denaro e successo, Lord Byron abbandona la donna. Nel frattempo sir William ottiene la nomina a capo segretario per l'Irlanda a condizione che si separi dalla moglie, la quale ha scandalizzato l'aristocrazia inglese. Lady Caroline, pentita ed ancora innamorata del marito, per non nuocere alla sua carriera accetta la separazione legale e muore di crepacuore, mentre lui già si trova a Dublino.

## Produzione
Prodotto dalla G.E.C., Pulsar Productions, Tomorrow Entertainment e Vides Cinematografica, il film vide l'esordio di Robert Bolt a dirigere come attrice principale sua moglie, Sarah Miles, tuttavia sarà anche la sua unica regia.
Allo stesso modo il film vide anche l'ultima apparizione di Michael Wilding in un cameo insieme alla moglie, Margaret Leighton, che recitava nel ruolo di lady Melbourne.

## Distribuzione
Distribuito nel Regno Unito dalla MGM-EMI, il film uscì nelle sale cinematografiche nel gennaio 1973. Negli Stati Uniti, il film venne presentato in prima a New York l'11 febbraio 1973, distribuito dall'United Artists.